# Eva Habermann

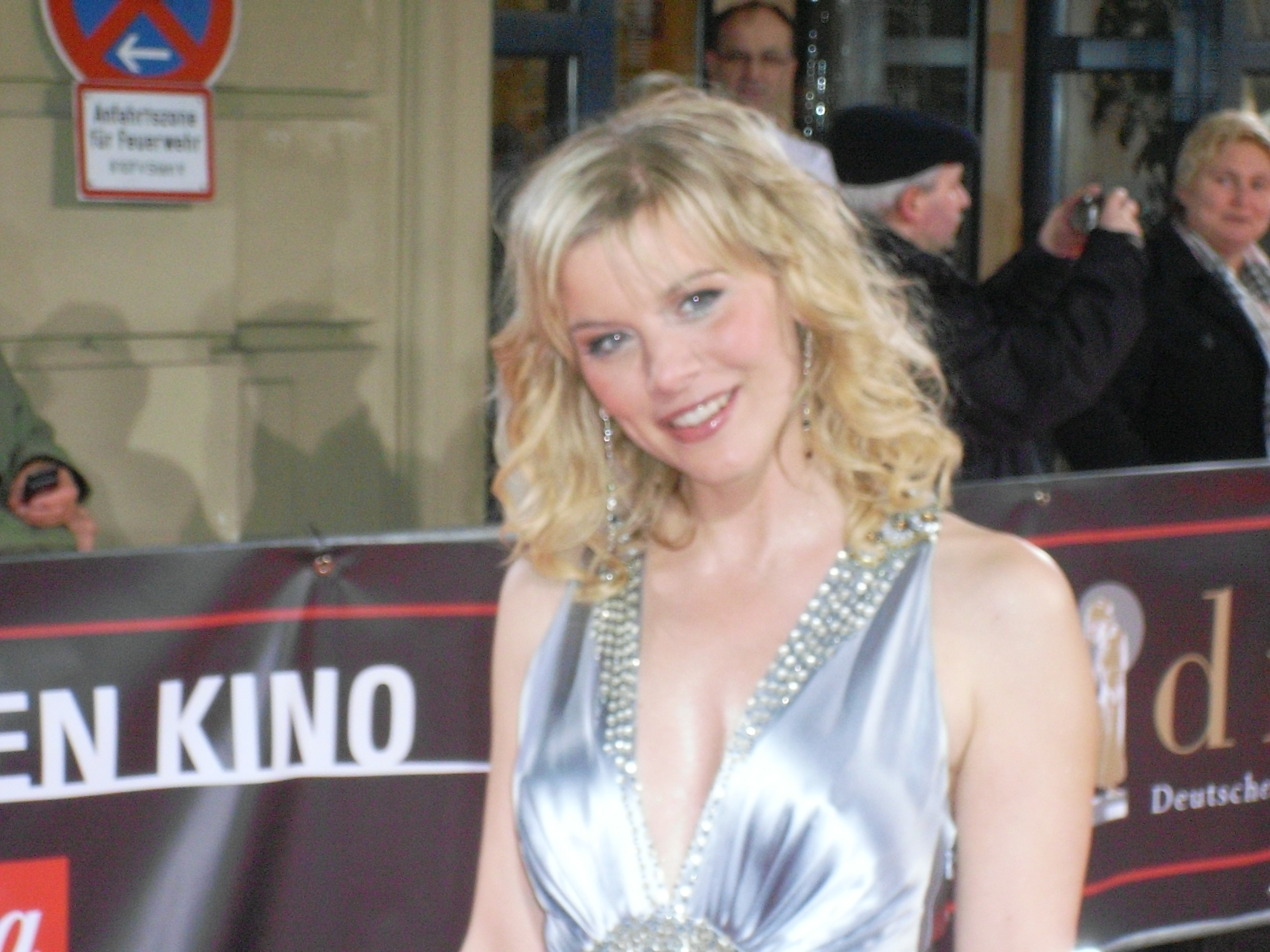
Eva Habermann vid DIVA – Deutscher Entertainment Preis, 2008

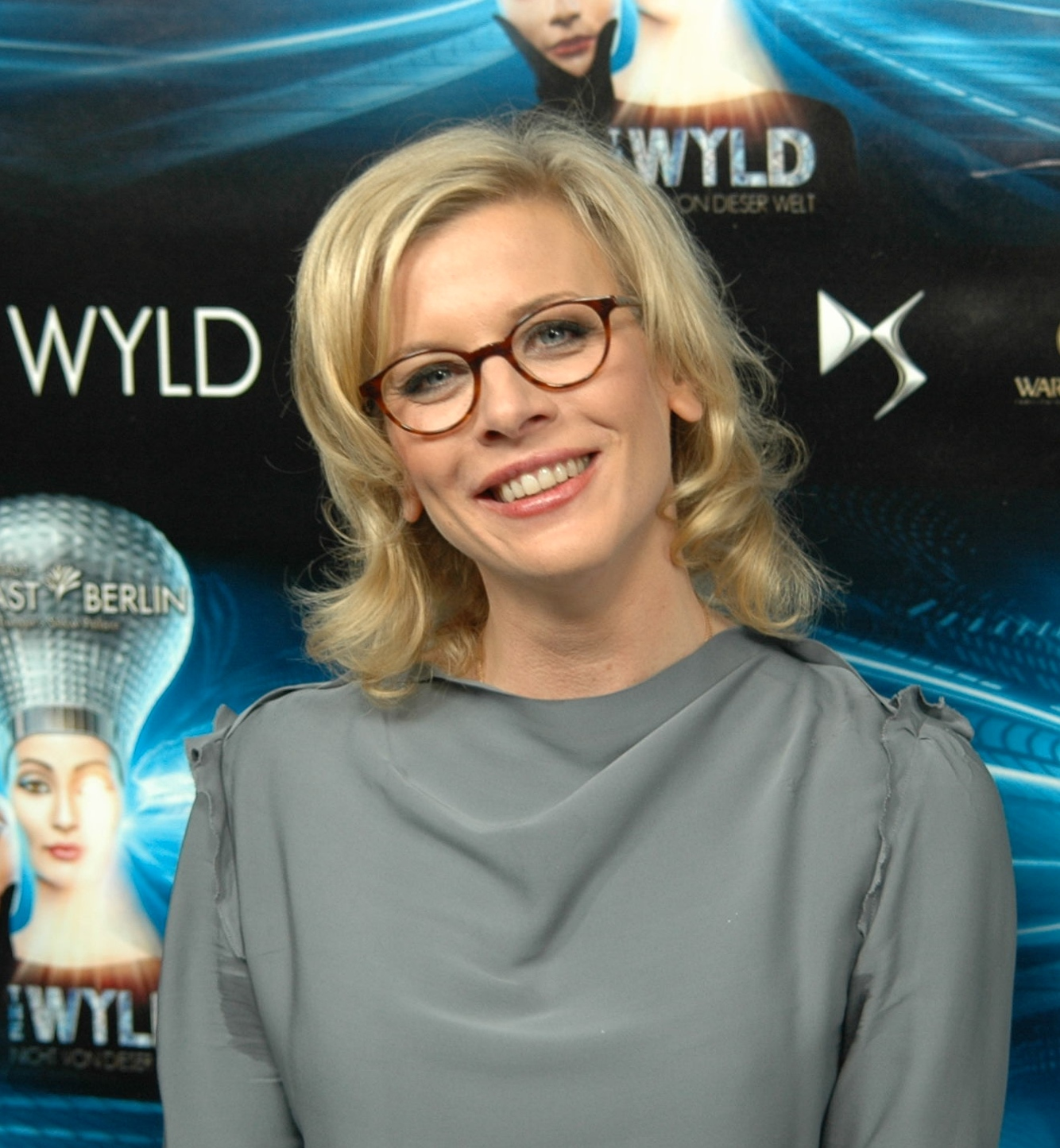
Eva Habermann (2014)

Eva Felicitas Habermann, född 16 januari 1976 i Hamburg, Tyskland, är en tysk skådespelare inom film och TV. Hon är mest känd för rollen som "Zev Bellringer" i science fantasy-serien Lexx.

## Biografi
Eva Habermann tog sång- och danslektioner när hon gick i gymnasiet. Efter studentexamen var hon en kort tid programledare för barnprogrammet Pumuckl TV. Efter att ha haft småroller i olika TV-produktioner slog hon igenom 1997 med rollen som "Zev Bellringer" i TV-serien Lexx. Sedan dess har hon haft biroller i bland annat Kommissarie Rex och Tatort.

## Filmografi (urval)
- 1995 – Gegen den Wind
- 1996 – Hochwürdens Ärger mit dem Paradies
- 1996 – Klinik unter Palmen
- 1997 – Lexx
- 1998 – Angel Express
- 1999 – Die Strandclique
- 2001 – Feuer, Eis und Dosenbier
- 2001 – Jenseits des Regenbogens
- 2003 – Der alte Affe Angst
- 2003 – Wilde Engel
- 2004 – Inga Lindström
- 2005 – Die Schwarzwaldklinik
- 2005 – Der Clown
- 2006 – Im Himmel schreibt man Liebe anders
- 2007 – Unsere Farm in Irland
- 2007 – Ossi's Eleven